# Fotbal Club Botoșani
El Fotbal Club Botoșani es un club de fútbol rumano de la ciudad de Botoșani, fundado en 2001. El equipo disputa sus partidos como local en el Stadionul Municipal y juega en la Liga I.

## Historia
El fútbol en Botoșani se remonta a 1937, cuando el equipo de la ciudad era el Venus Botoșani, que debutó en la Divizia C. En 1957 el club fue renombrado Textila Botoșani y en 1973 CS Botoșani, nombre con el que alcanzó el ascenso a Divizia B en 1975. Nuevamente el club fue renombrado, esta vez a Unirea Botoșani entre 1998 y 2000.
El nuevo Fotbal Club Botoșani fue fundado en 2001 por Salavastru como el único club de la ciudad de Botoșani y debutó en la Liga II. El equipo se proclamó campeón de la Seria I de Liga II en la temporada 2012—13 y se aseguró su ascenso a Liga I por primera vez en su historia.
En la temporada 2015-16 debutó en competiciones europeas tras quedar octavo en liga en la temporada anterior, varios equipos no obtuvieron la licencia UEFA cosa que permitió su participación. Ingresó en primera ronda previa de la Liga Europa donde superó al Spartaki Tskhinvali georgiano y ya en segunda ronda fue apeado por el Legia de Varsovia polaco. 5 años después, en la temporada 2020-21 repitió experiencia después de clasificar cuarto en liga y que otro equipo no obtuviese la licencia UEFA, ingresó también en primera ronda previa de la Liga Europa donde eliminó al Ordabasy kazajo pero volvió a caer en segunda ronda, esta vez en manos del Shkendija macedonio.

## Palmarés
- Liga II (1): 2012–13
- Liga III (1): 2003–04

- Subcampeón (1): 2001–02

## Participación en competiciones de la UEFA
| Temporada | Torneo             | Ronda | Club                | Casa | Visita | Global |
| --------- | ------------------ | ----- | ------------------- | ---- | ------ | ------ |
| 2015–16   | UEFA Europa League | 1     | Spartaki Tskhinvali | 1–1  | 3–1    | 4–2    |
| 2015–16   | UEFA Europa League | 2     | Legia Warsaw        | 0–3  | 0–1    | 0–4    |
| 2020-21   | UEFA Europa League | 1     | Ordabasy            | –    | 2–1    | 2–1    |
| 2020-21   | UEFA Europa League | 2     | Shkëndija           | 0–1  | –      | 0–1    |